# Electric Comic Book
| Оценки критиков | Оценки критиков |
| Источник        | Оценка          |
| --------------- | --------------- |
| Allmusic        | [ 1 ]           |

Electric Comic Book — второй студийный альбом американской гараж-рок-группы Blues Magoos, выпущенный в 1967 году на лейбле Mercury Records вскоре после выхода их дебютного и успешного альбома Psychedelic Lollipop. Данный релиз также был выдержан в стилях психоделик/гаражного рока, но не сумел достичь высших мест в чартах. Треки «Intermission» и «That’s All Folks» (очень краткая хард-рок-пародия на заключительную тему шоу Looney Tunes) демонстрируют своеобразный причудливый юмор группы.
Отдельно от пластинки были выпущены три сингла: «Summer is the Man», «Life is Just a Cher O’Bowlies» и «There’s a Chance We Can Make It», причём последний стал би-сайдом сингла «Pipe Dream», который сумел достичь высших позиций в чартах.

## Список композиций
1. «Pipe Dream» (Гилберт, Скала)
2. «There’s a Chance We Can Make It» (Гилберт, Скала)
3. «Life Is Just a Cher O’Bowlies» (Гилберт, Скала)
4. «Gloria» (Ван Моррисон)
5. «Intermission» (Эспозито)
6. «Albert Common is Dead» (Гилберт, Скала)
7. «Summer Is the Man» (Эспозито, Скала)
8. «Baby, I Want You» (Гилберт, Скала)
9. «Let’s Get Together» (Джимми Рид)
10. «Take My Love» (Гилберт, Скала)
11. «Rush Hour» (Дакинг, Гилберт, Эспозито)
12. «That’s All Folks» (Blues Magoos)

## Участники записи
- Ральф Скала — клавишные, вокал
- Эмиль «Пеппи» Тильхельм — гитара, вокал
- Рон Гилберт — бас, вокал
- Майк Эспозито — гитара
- Джефф Дакинг — ударные, перкуссия

## Чарты
Альбом — Billboard (Северная Америка)
| Год  | Чарт       | Позиция |
| ---- | ---------- | ------- |
| 1967 | Pop Albums | 74      |

Синглы — Billboard (Северная Америка)
| Год  | Сингл                             | Чарт        | Позиция |
| ---- | --------------------------------- | ----------- | ------- |
| 1967 | «There’s A Chance We Can Make It» | Pop Singles | 81      |
| 1967 | «Pipe Dream»                      | Pop Singles | 60      |